# Pachystomias microdon
Genre
Espèce
Pachystomias microdon est une espèce de poissons vivant dans les eaux profondes de la zone bathypélagique, entre 660 et 4 000 m de profondeur. C'est l'unique espèce du genre Pachystomias.

## Répartition géographique
On le trouve à l'est et à l'ouest de l'océan Atlantique (de 40°N à 13°N), ainsi que dans l'océan Indien. On l'a aussi aperçu en mer de Chine méridionale.